# Нур (хребет)
Нур или Аманус (на латински: Amanus; на старогръцки: Ἁμανός; на турски: Nur Dağları, Amanos Dağları, Gâvur Dağları – планина на неверниците (има се предвид арменците, от гледна точка на мюсюлманите) е планински хребет в най-южната част на Турция, простираща се от север на юг покрай източния бряг на залива Искендерун (крайната североизточна част на Средиземно море) на протежение около 130 km. На югоизток и изток е ограничен от долината на река Оронт и десния ѝ приток Карасу. Максималната височина е 2262 m. Хербетът е изграден от варовици, пясъчници и вулканични формации. Склоновете му са покрити със средиземноморски твърдолистни вечнозелени гори и храсти.